# Mateusz Kupczak
Mateusz Kupczak (ur. 20 lutego 1992 w Żywcu) – polski piłkarz, występujący na pozycji pomocnika w polskim klubie ŁKS Łódź.